# Horst Bartnitzky
Horst Bartnitzky (* 1940 in Duisburg) ist ein deutscher Pädagoge.

## Leben
Nach seiner Ausbildung mit dem Studium zum Volksschullehrer an der Pädagogischen Hochschule Kettwig und zum Diplom-Pädagogen sowie der Tätigkeit als Volksschullehrer war Horst Bartnitzky in der Lehrerausbildung tätig sowie als Grundschulrektor, Schulrat und Dezernent bei der Bezirksregierung Düsseldorf, zuständig für Grundschulen und Migranten. Seit 2005 ist er im Ruhestand.
Seit 1980 war Horst Bartnitzky im Vorstand des Grundschulverbandes tätig, von 2000 bis 2010 war er dessen Vorsitzender. Bartnitzky hat die pädagogische und didaktische Diskussion über die Grundschule in Deutschland in den vergangenen vier Jahrzehnten mitgeprägt. Als Vorsitzender verschiedener Ministeriumskommissionen war er zudem an der Entwicklung der Lehrpläne ‚Sprache‘ und ‚Deutsch‘ für Grundschule und Hauptschule zwischen 1985 und 2003 in Nordrhein-Westfalen beteiligt.
Seit 1968 veröffentlichte Bartnitzky zahlreiche Beiträge zu bildungspolitischen und schulpraktischen Fragen. Er trug zur Klärung des Begriffs „Leistung“ und insbesondere zur Begründung eines pädagogischen Leistungsverständnisses bei. Von 1983 bis 2003 gab er die Fachbuchreihe „Lehrerbücherei Grundschule“ heraus. Ein fachlicher Schwerpunkt ist die Deutschdidaktik. Hierbei geht es ihm um einen handlungsorientierten, schüleraktivierenden Unterricht, der alle Bereiche des Deutschunterrichts integriert. Zudem legte Bartnitzky ein Konzept vor, in dem der Deutschunterricht, der Fremdsprachen- und der Herkunftssprachenunterricht in einem Lernbereich Sprachen zusammengefasst sind. Unterrichtspraktisch setzte er bis 2012 die Konzeption des integrierten Deutschunterrichts als Herausgeber und Autor von Schulbuchwerken im Lehrwerksverbund „Kunterbunt“ um.
Von 1988 bis 2013 entwickelte er die Mitgliederzeitschrift „Grundschule aktuell“ zu einem wichtigen Fachorgan, zuerst als Schriftleiter, später als Herausgeber. Mit einer Projektgruppe des Grundschulverbandes erarbeitete er seit 2010 ein neues Konzept für die Schreiberziehung in der Grundschule: die Grundschrift als Ausgangs- und Entwicklungsschrift für eine gut lesbare individuelle Handschrift. 
Seit 2022 gibt er eine Website heraus: www.schulfibeln.de. Hier publiziert er eigene Beiträge zur Geschichte des Erstleseunterrichts und der Schulfibeln sowie Fibel-Porträts.   

## Auszeichnungen
2007: Ehrendoktor vom Fachbereich Erziehungswissenschaft der Universität Siegen
2010: Ehrenmitglied des Grundschulverbandes
2019: Erwin-Schwartz-Grundschulpreis 2019

## Schriften (Auswahl)
- Sprachunterricht heute, Cornelsen Scriptor: Berlin 2019, 19. Auflage
- (mit A. Speck-Hamdan) Hrsg.: Leistungen der Kinder wahrnehmen – würdigen – fördern, Grundschulverband, Frankfurt a. M.  2004
- (mit anderen, als Hrsg.) Pädagogische Leistungskultur: Materialien für Klasse 1/2 und 3/4 Grundschulverband: Frankfurt a. M. 2005–2007.
- (mit Reinhold Christiani) Zeugnisschreiben in der Grundschule, Heinsberg, Agentur Dieck 1994 (1976 unter dem Titel „Zeugnis ohne Zensuren“)
- Deutschunterricht. Kompetent im Unterricht der Grundschule Band 1, Schneider, Hohengehren 2008.
- (mit anderen, als Hrsg.) Grundschrift. Kinder entwickeln ihre Handschrift. Grundschulverband: Frankfurt a. M. 2016.
- Auf dem Weg zur kindergerechten Grundschule. 50 Jahre Grundschulreform. 50 Jahre Grundschulverband, Grundschulverband, Frankfurt a. M. 2019
- www.schulfibeln.de. Das Lesen lehren, das Lesen lernen. 500 Jahre Geschichte des Erstleseunterricht, seit 2022